# Emoia sorex
Emoia sorex är en ödleart som beskrevs av  Oskar Boettger 1895. Emoia sorex ingår i släktet Emoia och familjen skinkar. Inga underarter finns listade i Catalogue of Life.